# Vuelta Ciclista del Uruguay 2019
La 76.ª edición de la Vuelta Ciclista del Uruguay se celebró entre el 12 y el 21 de abril de 2019 con inicio en Ciudad del Plata y final en la ciudad de Montevideo en Uruguay. El recorrido constó de un total de 10 etapas sobre una distancia total de 1639,1 km.
La carrera hizo parte del circuito UCI America Tour 2019 dentro de la categoría 2.2 y fue ganada por el ciclista colombiano Walter Vargas del Medellín. El podio lo completaron el brasileño Cristian Egídio del São Francisco Saúde y el argentino Nicolás Tivani de la Asociación Civil Agrupación Virgen de Fátima.

## Equipos participantes
Tomaron la partida un total de 31 equipos, de los cuales 4 fueron de categoría Continental, 2 selecciones nacionales y 25 equipos regionales y de clubes, quienes conformaron un pelotón de 157 ciclistas de los cuales terminaron 115. Los equipos participantes fueron:
| Equipos continentales (4)- Asociación Civil Agrupación Virgen de Fátima - Medellín - Municipalidad de Pocito - São Francisco Saùde Equipos nacionales (2)- Perú - Venezuela Equipos regionales y de clubes (25)- Club Ciclista Alas Rojas - Club Ciclista Artigas de San Ramón - Club Ciclista Audax de Flores - Club Ciclista Avenida Artigas de Guinchón - Club Ciclista Cardona Wanderers - Club Ciclista Carmelo - Club Ciclista Centro Uruguay de Vergara - Club Ciclista Cerro Largo - Club Ciclista Ciudad del Plata - Club Ciclista Deportivo San Antonio de Florida - Club Ciclista Fénix - Club Ciclista Maldonado - Club Ciclista Maroñas - Club Ciclista Peñarol de Colonia - Club Ciclista Peñarol de Maldonado - Club Ciclista Rodríguez - Club Ciclista Sauce - Club Ciclista Tacuarembó - Club Estudiantes El Colla - Club Atlético Juventud de Las Piedras - Club Náutico y Pesca Bocas de Cufré - Club Salto Nuevo - Federación Ciclista de Treinta y Tres - Funvic - Global Cycling Team |
| |

## Recorrido
| Etapa      | Fecha     | Recorrido                                      | type                    | Distancia (km) | Ganador         | Líder           |
| ---------- | --------- | ---------------------------------------------- | ----------------------- | -------------- | --------------- | --------------- |
| 1.ª etapa  | 12 de abr | Ciudad del Plata – Colonia del Sacramento      | etapa escarpada         | 155,6          | Nicolás Naranjo | Nicolás Naranjo |
| 2.ª etapa  | 13 de abr | Colonia del Sacramento – Mercedes              | etapa escarpada         | 183,1          | Nicolás Tivani  | Nicolás Naranjo |
| 3.ª etapa  | 14 de abr | Fray Bentos – Paysandú                         | etapa escarpada         | 150,1          | Nicolás Naranjo | Nicolás Naranjo |
| 4.ª etapa  | 15 de abr | Colonia Itapebí – Artigas                      | etapa escarpada         | 149            | Nicolás Naranjo | Nicolás Naranjo |
| 5.ª etapa  | 16 de abr | Artigas – Tacuarembó                           | etapa escarpada         | 194,8          | Nicolás Naranjo | Nicolás Naranjo |
| 6.ª etapa  | 17 de abr | Melo – Melo                                    | contrarreloj individual | 33,6           | Walter Vargas   | Walter Vargas   |
| 7.ª etapa  | 18 de abr | Treinta y Tres – Rocha                         | etapa escarpada         | 199,3          | Adrián Richeze  | Walter Vargas   |
| 8.ª etapa  | 19 de abr | La Paloma – Piriápolis                         | etapa escarpada         | 148,2          | Fernando Méndez | Walter Vargas   |
| 9.ª etapa  | 20 de abr | San Jacinto – Durazno                          | etapa escarpada         | 180,5          | Nicolás Tivani  | Walter Vargas   |
| 10.ª etapa | 21 de abr | Trinidad – San Felipe y Santiago de Montevideo | etapa escarpada         | 193,8          | Nicolás Naranjo | Walter Vargas   |

## Clasificaciones finales
Las clasificaciones finalizaron de la siguiente forma:

### Clasificación general
| \| Clasificación general \| Clasificación general \| Clasificación general \| Clasificación general \| Clasificación general \| \| Ciclista \| Ciclista \| Equipo \| Tiempo \| \| \| --------------------- \| --------------------- \| --------------------------------------------- \| --------------------- \| --------------------- \| \| 1.º \| Walter Vargas \| Medellín \| 37 h 39 min 14 s \| \| \| 2.º \| Cristian Egídio \| São Francisco Saúde-Klabin-SME Ribeirão Preto \| + 1 min 09 s \| \| \| 3.º \| Nicolás Tivani \| Asociación Civil Agrupación Virgen de Fátima \| + 1 min 33 s \| \| \| 4.º \| Nicolás Naranjo \| Asociación Civil Agrupación Virgen de Fátima \| + 1 min 47 s \| \| \| 5.º \| André Gohr \| Funvic \| + 2 min 01 s \| \| \| 6.º \| Róbigzon Oyola \| Medellín \| + 2 min 06 s \| \| \| 7.º \| Agustín Moreira \| Club Ciclista Cerro Largo \| + 2 min 08 s \| \| \| 8.º \| Pablo Troncoso \| Club Ciclista Fénix \| + 2 min 15 s \| \| \| 9.º \| Richard Mascarañas \| Club Ciclista Alas Rojas \| + 2 min 26 s \| \| \| 10.º \| Cristhian Montoya \| Medellín \| + 2 min 54 s \| \| |                    |                                               |                  |
| |                    |                                               |                  |
| Fuente: ProCyclingStats |                    |                                               |                  |
| Clasificación general |                    |                                               |                  |
| Ciclista | Ciclista           | Equipo                                        | Tiempo           |
| 1.º | Walter Vargas      | Medellín                                      | 37 h 39 min 14 s |
| 2.º | Cristian Egídio    | São Francisco Saúde-Klabin-SME Ribeirão Preto | + 1 min 09 s     |
| 3.º | Nicolás Tivani     | Asociación Civil Agrupación Virgen de Fátima  | + 1 min 33 s     |
| 4.º | Nicolás Naranjo    | Asociación Civil Agrupación Virgen de Fátima  | + 1 min 47 s     |
| 5.º | André Gohr         | Funvic                                        | + 2 min 01 s     |
| 6.º | Róbigzon Oyola     | Medellín                                      | + 2 min 06 s     |
| 7.º | Agustín Moreira    | Club Ciclista Cerro Largo                     | + 2 min 08 s     |
| 8.º | Pablo Troncoso     | Club Ciclista Fénix                           | + 2 min 15 s     |
| 9.º | Richard Mascarañas | Club Ciclista Alas Rojas                      | + 2 min 26 s     |
| 10.º | Cristhian Montoya  | Medellín                                      | + 2 min 54 s     |

### Clasificación de la regularidad
| Clasificación por puntos | Clasificación por puntos | Clasificación por puntos                      | Clasificación por puntos | Clasificación por puntos |
| Ciclista                 | Ciclista                 | Equipo                                        | Puntos                   |                          |
| ------------------------ | ------------------------ | --------------------------------------------- | ------------------------ | ------------------------ |
| 1.º                      | Nicolás Naranjo          | Asociación Civil Agrupación Virgen de Fátima  | 109 pts                  |                          |
| 2.º                      | Nicolás Tivani           | Asociación Civil Agrupación Virgen de Fátima  | 95 pts                   |                          |
| 3.º                      | Roderyck Asconeguy       | Club Ciclista Tacuarembó                      | 46 pts                   |                          |
| 4.º                      | Héctor Aguilar           | Club Ciclista Tacuarembó                      | 44 pts                   |                          |
| 5.º                      | Pablo Anchieri           | Club Ciclista Carmelo                         | 42 pts                   |                          |
| 6.º                      | Héctor Lucero            | Municipalidad de Pocito                       | 42 pts                   |                          |
| 7.º                      | Rafael Andriato          | São Francisco Saúde-Klabin-SME Ribeirão Preto | 39 pts                   |                          |
| 8.º                      | Jos Koop                 | Global Cycling Team                           | 30 pts                   |                          |
| 9.º                      | Fernando Méndez          | Club Ciclista Ciudad del Plata                | 25 pts                   |                          |
| 10.º                     | Agustín Moreira          | Club Ciclista Cerro Largo                     | 25 pts                   |                          |

### Clasificación de las metas volantes(Premio Sprinter)
| Clasificación de las metas volantes | Clasificación de las metas volantes | Clasificación de las metas volantes            | Clasificación de las metas volantes | Clasificación de las metas volantes |
| Ciclista                            | Ciclista                            | Equipo                                         | Puntos                              |                                     |
| ----------------------------------- | ----------------------------------- | ---------------------------------------------- | ----------------------------------- | ----------------------------------- |
| 1.º                                 | Jos Koop                            | Global Cycling Team                            | 17 pts                              |                                     |
| 2.º                                 | Fernando Méndez                     | Club Ciclista Ciudad del Plata                 | 15 pts                              |                                     |
| 3.º                                 | Fernando Briceño                    | Venezuela                                      | 10 pts                              |                                     |
| 4.º                                 | Roderyck Asconeguy                  | Club Ciclista Tacuarembó                       | 8 pts                               |                                     |
| 5.º                                 | Carlos Gálviz                       | Venezuela                                      | 7 pts                               |                                     |
| 6.º                                 | Nicolás Tivani                      | Asociación Civil Agrupación Virgen de Fátima   | 4 pts                               |                                     |
| 7.º                                 | Ralph Monsalve                      | Venezuela                                      | 4 pts                               |                                     |
| 8.º                                 | Héctor Aguilar                      | Club Ciclista Tacuarembó                       | 3 pts                               |                                     |
| 9.º                                 | Nicolas Rariz                       | Club Ciclista Deportivo San Antonio de Florida | 3 pts                               |                                     |
| 10.º                                | Luis Olivera                        | Club Ciclista Tacuarembó                       | 3 pts                               |                                     |

### Clasificación sub-23
| Clasificación sub-23 | Clasificación sub-23   | Clasificación sub-23                           | Clasificación sub-23 | Clasificación sub-23 |
| Ciclista             | Ciclista               | Equipo                                         | Tiempo               |                      |
| -------------------- | ---------------------- | ---------------------------------------------- | -------------------- | -------------------- |
| 1.º                  | Hernán Silvera         | Club Ciclista Alas Rojas                       | 37 h 53 min 44 s     |                      |
| 2.º                  | Harold Tejada          | Medellín                                       | + 6 min 07 s         |                      |
| 3.º                  | Eric Fagúndez          | Club Ciclista Centro Uruguay de Vergara        | + 6 min 43 s         |                      |
| 4.º                  | Euller Rabelo          | Funvic                                         | + 7 min 55 s         |                      |
| 5.º                  | Nahuel Hernández       | Club Ciclista Deportivo San Antonio de Florida | + 16 min 37 s        |                      |
| 6.º                  | Santiago Calo          | Club Náutico y Pesca Bocas de Cufré            | + 23 min 53 s        |                      |
| 7.º                  | Bruno Santa Cruz       | Club Ciclista Ciudad del Plata                 | + 25 min 05 s        |                      |
| 8.º                  | Juan Martin Echeverria | Club Ciclista Carmelo                          | + 25 min 19 s        |                      |
| 9.º                  | Igor Molina            | Funvic                                         | + 33 min 38 s        |                      |
| 10.º                 | Walter González        | Club Ciclista Ciudad del Plata                 | + 36 min 56 s        |                      |

### Clasificación por equipos
| Clasificación por equipos | Clasificación por equipos                      | Clasificación por equipos | Clasificación por equipos |
| Equipo                    | Equipo                                         | Tiempo                    |                           |
| ------------------------- | ---------------------------------------------- | ------------------------- | ------------------------- |
| 1.º                       | Medellín                                       | 113 h 01 min 39 s         |                           |
| 2.º                       | Asociación Civil Agrupación Virgen de Fátima   | + 6 min 34 s              |                           |
| 3.º                       | Club Ciclista Deportivo San Antonio de Florida | + 7 min 12 s              |                           |
| 4.º                       | Club Ciclista Cerro Largo                      | + 8 min 15 s              |                           |
| 5.º                       | São Francisco Saùde                            | + 15 min 38 s             |                           |
| 6.º                       | Club Ciclista Tacuarembó                       | + 29 min 58 s             |                           |
| 7.º                       | Municipalidad de Pocito                        | + 34 min 05 s             |                           |
| 8.º                       | Funvic                                         | + 38 min 58 s             |                           |
| 9.º                       | Venezuela                                      | + 44 min 08 s             |                           |
| 10.º                      | Global Cycling Team                            | + 50 min 55 s             |                           |

## Evolución de las clasificaciones
| Etapa                   | Vencedor                | Clasificación general | Clasificación de la regularidad | Clasificación de las metas volantes | Clasificación sub-23 | Clasificación del mejor uruguayo | Clasificación por equipos |
| ----------------------- | ----------------------- | --------------------- | ------------------------------- | ----------------------------------- | -------------------- | -------------------------------- | ------------------------- |
| 1.ª                     | Nicolás Naranjo         | Nicolás Naranjo       | Nicolás Naranjo                 | Fernando Méndez                     | Bruno Santa Cruz     | Pablo Anchieri                   | Virgen de Fátima          |
| 2.ª                     | Nicolás Tivani          | Nicolás Naranjo       | Nicolás Naranjo                 | Fernando Méndez                     | Bruno Santa Cruz     | Pablo Anchieri                   | Virgen de Fátima          |
| 3.ª                     | Nicolás Naranjo         | Nicolás Naranjo       | Nicolás Naranjo                 | Jos Koop                            | Bruno Santa Cruz     | Héctor Aguilar                   | Virgen de Fátima          |
| 4.ª                     | Nicolás Naranjo         | Nicolás Naranjo       | Nicolás Naranjo                 | Fernando Méndez                     | Hernán Silvera       | Héctor Aguilar                   | Virgen de Fátima          |
| 5.ª                     | Nicolás Naranjo         | Nicolás Naranjo       | Nicolás Naranjo                 | Fernando Méndez                     | Hernán Silvera       | Héctor Aguilar                   | Virgen de Fátima          |
| 6.ª                     | Walter Vargas           | Walter Vargas         | Nicolás Naranjo                 | Fernando Méndez                     | Hernán Silvera       | Agustín Moreira                  | Medellín                  |
| 7.ª                     | Fernando Briceño        | Walter Vargas         | Nicolás Naranjo                 | Fernando Méndez                     | Hernán Silvera       | Agustín Moreira                  | Medellín                  |
| 8.ª                     | Fernando Méndez         | Walter Vargas         | Nicolás Naranjo                 | Jos Koop                            | Hernán Silvera       | Agustín Moreira                  | Medellín                  |
| 9.ª                     | Nicolás Tivani          | Walter Vargas         | Nicolás Naranjo                 | Jos Koop                            | Hernán Silvera       | Agustín Moreira                  | Medellín                  |
| 10.ª                    | Nicolás Naranjo         | Walter Vargas         | Nicolás Naranjo                 | Jos Koop                            | Hernán Silvera       | Agustín Moreira                  | Medellín                  |
| Clasificaciones finales | Clasificaciones finales | Walter Vargas         | Nicolás Naranjo                 | Jos Koop                            | Hernán Silvera       | Agustín Moreira                  | Medellín                  |

## UCI World Ranking
La Vuelta Ciclista del Uruguay otorgó puntos para el UCI World Ranking para corredores de los equipos en las categorías Profesional Continental y Equipos Continentales. Las siguientes tablas muestran el baremo de puntuación y los 10 corredores que obtuvieron más puntos:
| Posición              | 1.º | 2.º | 3.º | 4.º | 5.º | 6.º | 7.º | 8.º | 9.º | 10.º |  |
| Clasificación general | 40  | 30  | 25  | 20  | 15  | 10  | 5   | 3   | 3   | 3    |  |
| Por etapa             | 7   | 3   | 1   |     |     |     |     |     |     |      |  |
| Líder                 | 1   |     |     |     |     |     |     |     |     |      |  |

| Clasificación |                   |                             |         |       |       |       |
| Posición      | Ciclista          | Equipo                      | General | Etapa | Líder | Total |
| ------------- | ----------------- | --------------------------- | ------- | ----- | ----- | ----- |
| 1.º           | Nicolás Naranjo   | Agrupación Virgen de Fátima | 20      | 38    | 5     | 63    |
| 2.º           | Walter Vargas     | Medellín                    | 40      | 7     | 4     | 51    |
| 3.º           | Nicolás Tivani    | Agrupación Virgen de Fátima | 25      | 22    | -     | 47    |
| 4.º           | Cristian Egídio   | São Francisco Saúde         | 30      | 3     | -     | 33    |
| 5.º           | André Gohr        | Funvic                      | 15      | -     | -     | 15    |
| 6.º           | Róbigzon Oyola    | Medellín                    | 10      | 1     | -     | 11    |
| 7.º           | Fernando Briceño  | Selección de Venezuela      | -       | 7     | -     | 7     |
| 8.º           | Fernando Méndez   | CC Ciudad del Plata         | -       | 7     | -     | 7     |
| 9.º           | Cristhian Montoya | Medellín                    | 3       | 3     | -     | 6     |
| 10.º          | Héctor Lucero     | Municipalidad de Pocito     | -       | 6     | -     | 6     |